# Moonlight (Soundtrack)
Moonlight (Moonlight (Original Motion Picture Soundtrack)) ist der Soundtrack zum gleichnamigen Film Moonlight aus dem Jahr 2016. Der Soundtrack stammt von Nicholas Britell und umfasst 21 Titel. Er wurde von Lakeshore Records am 21. Oktober in digitaler Version veröffentlicht und erschien am 25. November 2016 als CD.

## Produktion
Die Filmmusik wurde von Nicholas Britell komponiert und besteht zum größten Teil aus Violinen- und Cellospielen, aber auch weitere klassische Instrumente, wie ein Klavier, wurde für die Einspielung genutzt. Jenkins wünschte sich einerseits Orchestermusik für seinen Film, andererseits hatte er am Anfang der Zusammenarbeit mit Britell bemerkt, dass dieser sein Interesse an Chopped-and-Screwed-Musik teilt. Hierbei handelt es sich um eine Remix-Technik der Hip-Hop-Musik, die ihren Ursprung im Süden der USA hat. Hierbei werden Tracks bewusst langsamer abgespielt und Teile des Liedes werden mehrfach wiederholt. Die Worte werden hierbei tiefer gesprochen und bieten der Stimme mehr Platz, sich zu entfalten. Britell konnte sich vorstellen, klassische Instrumente für die Filmmusik zu nutzen und diese Technik darauf anzuwenden beziehungsweise sie auf die Filmmusik zu übertragen. Auch wenn letztlich keiner der Titel Hip-Hop ist, bedienen sich vieler dieser dessen Elementen. Die Violinen und Celli wurden von Mitgliedern der New Yorker Philharmoniker eingespielt.
Ein Beispiel dafür, wie diese Technik Einzug in die Filmmusik gefunden hat, macht Britell mit Chiron’s Theme, dessen Grundmelodie an einigen Stellen des Films vorkommt. Im ersten Kapitel ist es in Gestalt von Little’s Theme zu hören und wird hier noch klassisch von Klavier und Violine gespielt. Diese Melodie wird im weiteren Verlauf des Films moduliert, in ihrer Tönhöhe nach unten verlagert und ein wenig verzerrt. Im zweiten Kapitel des Films wird sie unter anderem während der Prügelei auf dem Schulhof gespielt, wo sie drei Oktaven nach unten versetzt im Tieftonbereich zu hören ist. Im dritten Kapitel taucht das Thema abermals auf und wird hier von acht Celli gespielt.

## Veröffentlichung
Der Soundtrack umfasst 21 Titel, wurde von Lakeshore Records am 21. Oktober in digitaler Version veröffentlicht und erschien am 25. November 2016 als CD. Im Juli 2017 veröffentlichte Invada den Soundtrack zudem auf blauem Vinyl.

## Rezeption
Durch die Verbindung der klassischen Orchesterpartitur und der Chopped-and-Screwed-Technik entstand nach Ansicht vieler Kritiker eine einzigartige Komposition. Eric Kohn von IndieWire meint, der teils harte Soundtrack spiegele so die Weltanschauung von Chiron wider, der Hauptfigur des Films. Alex Billington beschreibt die Filmmusik als zart und romantisch, sie füge jedem Moment im Film den letzten Schliff hinzu und lasse den Besucher des Films tief im Inneren verborgene Gefühle wahrnehmen, die sich nicht an der Oberfläche zeigten. Die Filmmusik folge damit auch den Bemühungen des Films, solche Gefühle erlebbar zu machen, statt zu versuchen, diese ständig zu zeigen und sie einzeln zu erklären. David Edelstein von Vulture meint, die Filmmusik und andere im Film zu hörenden Lieder bringen das zum Ausdruck, was Chiron und sein Freund Kevin im Film nicht zu sagen vermögen. Jeremy Kay beschreibt die Filmmusik als eine scheinbar kontraintuitive Mischung aus orchestralen Arrangements und zeitgenössischen Beats. Im Rahmen der Hollywood Music In Media Awards 2016 wurde die Arbeit von Britell in der Kategorie Beste Filmmusik ausgezeichnet. Im Dezember 2016 wurde der Soundtrack als Anwärter bei der Oscarverleihung 2017 in der Kategorie Beste Filmmusik in die Kandidatenliste (Longlist) aufgenommen, aus denen die Mitglieder der Akademie die offiziellen Nominierungen bestimmten. Am 24. Januar 2017 erfolgte eine offizielle Nominierung in dieser Kategorie. Scott Feinberg von The Hollywood Reporter hatte Britell frühzeitig gute Chancen für eine solche Nominierung ausgerechnet. Aus dem IndieWire’s 2016 Critics Poll ging der Soundtrack als einer der Besten Soundtracks hervor.

## Titelliste
1. Every N****r Is a Star – Boris Gardiner
2. Little’s Theme
3. Ride Home
4. Laudate Dominum – Wolfgang Amadeus Mozart
5. The Middle of The World
6. The Spot
7. Interlude
8. Chiron’s Theme
9. Metrorail Closing
10. Chiron’s Theme Chopped & Screwed
11. You Don’t Even Know
12. Don’t Look at Me
13. Cell Therapy – Goodie Mob
14. Atlanta Ain’t But So Big
15. Sweet Dreams
16. Chef’s Special
17. Hello Stranger – Barbara Lewis
18. Black’s Theme
19. Who Is You?
20. End Credits Suite
21. Bonus Track: The Culmination

## Charterfolge
Am 3. März 2017 stieg der Soundtrack auf Platz 43 in die Soundtrack-Album-Charts im Vereinigten Königreich und in der Folgewoche auf Platz 22 in die US-amerikanischen Billboard-Soundtrack-Album-Charts ein.

## Auszeichnungen (Auswahl)
Chicago Film Critics Association Awards 2016
- Nominierung in der Kategorie Beste Filmmusik (Nicholas Britell)[17]

Critics’ Choice Movie Awards 2016 (Dezember)
- Nominierung für die Beste Filmmusik (Nicholas Britell)[18]

Golden Globe Awards 2017
- Nominierung für die Beste Filmmusik (Nicholas Britell)[19]

Hollywood Music In Media Awards 2016
- Auszeichnung als Beste Filmmusik (Nicholas Britell)

International Film Music Critics Association Awards 2016
- Nominierung als Beste Musik für ein Filmdrama (Nicholas Britell)[20]

Oscar 2017
- Nominierung für die Beste Filmmusik (Nicholas Britell)[21]

World Soundtrack Awards 2017
- Nominierung als Bester Filmkomponist des Jahres (Nicholas Britell)[22]